# Afrique du Sud-Canada en rugby à XV
Cet article retrace les confrontations entre l'équipe d'Afrique du Sud de rugby à XV et l'équipe du Canada de rugby à XV. Les deux équipes se sont affrontées à deux reprises dont une fois en Coupe du monde. Les Sud-Africains ont toujours remporté les rencontres.

## Les confrontations
| No | Date           | Lieu                                             | Match                   | Score   | Compétition              |
| -- | -------------- | ------------------------------------------------ | ----------------------- | ------- | ------------------------ |
| 1  | 3 juin 1995    | EPRFU Stadium, Port Elizabeth Afrique du Sud     | Afrique du Sud – Canada | 20 – 0  | Coupe du monde (poule A) |
| 2  | 10 juin 2000   | Basil Kenyon Stadium, East London Afrique du Sud | Afrique du Sud – Canada | 51 – 18 | Test match               |
| 3  | 8 octobre 2019 | Stade du parc Misaki, Kobe Japon                 | Afrique du Sud – Canada | 66 – 7  | Coupe du monde (poule B) |